# Elizabethtown (Ohio)
Elizabethtown é um lugar designado pelo censo localizado no condado de Hamilton no estado estadounidense de Ohio. No Censo de 2010 tinha uma população de 350 habitantes e uma densidade populacional de 149,49 pessoas por km².

## Geografia
Elizabethtown encontra-se localizado nas coordenadas 39° 09′ 46″ N, 84° 48′ 15″ O. Segundo a Departamento do Censo dos Estados Unidos, Elizabethtown tem uma superfície total de 2.34 km², da qual 2.31 km² correspondem a terra firme e (1.55%) 0.04 km² é água.

## Demografia
Segundo o censo de 2010, tinha 350 pessoas residindo em Elizabethtown. A densidade populacional era de 149,49 hab./km². Dos 350 habitantes, Elizabethtown estava composto pelo 98.57% brancos, o 0% eram afroamericanos, o 0% eram amerindios, o 0% eram asiáticos, o 0% eram insulares do Pacífico, o 0.86% eram de outras raças e o 0.57% pertenciam a duas ou mais raças. Do total da população o 2.57% eram hispanos ou latinos de qualquer raça.